# Carinispora
Carinispora is een monotypisch geslacht van schimmels behorend tot de familie Phaeosphaeriaceae. De typesoort is Carinispora nypae. 